# Tichvinskojekyrkogården
Tichvinskojekyrkogården (ryska: Тихвинское кладбище) är en begravningsplats i Sankt Petersburg.
Den ryske författaren Fjodor Dostojevskij och tonsättarna Pjotr Tjajkovskij och Modest Musorgskij är gravsatta på Tichvinskoje.